# كاميلا نورث
كاميلا نورث (بالنرويجية البوكمول: Camilla North)‏ هي مغنية نرويجية، ولدت في 1984 في برغن في النرويج.

## وصلات خارجية
- الموقع الرسمي